# Valenciansk
Valenciansk (valenciansk: valencià, spansk: valenciano) er det historiske, traditionelle og officielle navn, som bruges i Generalitat Valenciana (regionen Valencia), når man taler om ét af de sprog, der tales der. Det er det samme sprog, som officielt kaldes catalansk i Catalonien, på de Baleariske Øer, i Andorra og Alghero. På den anden side er valenciansk også det navn, som lingvister bruger om en af de vigtigste dialektale grupper inden for det catalanske sprog, der tales i den centrale og sydlige del af regionen Valencia.
Valenciansk betragtes juridisk som regionen Valencias officielle sprog. Ifølge den seneste folketælling, som er afholdt af Generalitat Valenciana i juni 2005, forstås det af næsten 94% af regionens befolkning, næsten 78% kan tale og læse det, mens ca. 50% kan skrive det.

## Lingvistisk betragtning
Der er enighed blandt lingvister om, at Valenciansk er navnet på det catalanske sprog, som tales i regionen Valencia. Ordet bruges også som betegnelse for dette områdes dialekt for at skelne den fra catalansk som helhed eller fra "Catalansk i Barcelona". I den sammenhæng kan sproget betragtes som en dialekt inden for den vestlige variant af catalansk, der også omfatter sprogformerne i La Franja, Andorra, Lérida provinsen og den sydlige halvdel af Tarragona provinsen (i regionen Catalonien).

### Særtræk ved valenciansk
Bemærk, at dette er en oversigt over kendetegn hos de vigtigste former for valenciansk, der her bliver betragtet som en gruppe af dialekter, der afviger fra andre catalanske dialekter. Det drejer sig særligt om dem, der tales i det centrale område (Barcelona) og om sprogets litterære former. Bemærk også, at der er en betydelig variation inden for regionen Valencia, så de kendemærker, der omtales her, gælder overhovedet ikke for alle sprogbrugere.
- Et system med 7 trykstærke vokaler /a/ /e/ /ɛ/ /i/ /o/ /ɔ/ u/, er redueceret til 5 i tryksvage positioner (/e/ /ɛ/ > [e], /o/ /ɔ/ > [o]) (et fællestræk med nordvestlig catalansk)
- I almindelighed bruges de moderne former for den bestemte artikel (el, els) og de svage stedord i 3. person (el, els), selv om nogle underdialekter (f.eks. den, som tales i Vinarozområdet) i stedet har lo, los ligesom de har i Lérida. For de andre stedord kan man høre de gamle former (me, te, se, ne, mos, vos...) i nogle områder, mens de moderne (em, et, es, en) bruges i andre.
- Valenciansk har bevaret de middelalderlige ganelyde [dʒ],[tʃ] i sammenhænge, hvor andre sprog har udviklet frikativer [ʒ] eller [jʒ] (et træk, som deles med Ribagorçansk)

Valenciansk bevarer den afsluttende stoplyd i grupperne [mp], [nt], [ŋk] og [lt] (hvad sproget deler med moderne balearisk).
- Valenciansk er den eneste moderne variant, der udtaler det gamle [r] i slutningen af et ord, selv om der også findes underdialekter, der udelader dette [r]
- Valenciansk bevarer det middelalderlige system med tre forskellige niveauer i benævnelse af sted (este eller aquest/açò/ací; eixe eller aqueix/això/aquí; aquell/allò/allí eller allà) (et træk, der deles med kastillansk, men ikke skyldes påvirkning derfra)
- Valenciansk har -i- som betegnende vokal for visse udsagnsord af 3. bøjning: este servix (han her serverer), selv om der igen findes underdialekter, der i stedet bruger -ei- (aquest serveix)
- Et enestående træk ved valenciansk er datids konjunktiv, der markeres med morfemet /ra/: que ell vinguera (måtte han komme)
- Amb (med) udtales "en".
- Meua, teua, seua i stedet for meva, teva, seva.
- Hui i stedet for avui.

I realiteten har de nordlige og sydlige varianter af valenciansk flere fællestræk med østligt catalansk end med centralt valenciansk. Det centrale sprogområde omkring Valencia har modtaget de kraftigste påvirkninger fra kastillansk, og det er én af hovedårsagerne til disse forskelle.

### Undervarianter inden for valenciansk
- Nordvalenciansk: tales kun i den nordlige del af provinsen Castellón i byer som Benicarló eller Vinaroz, i området ved Matarraña i Aragonien (som er en del af Teruel provinsen, og langs et sydligt grænseområde i Catalonien omkring Tortosa, i provinsen Tarragona. Afsluttende "r" udtales ikke i navnemåde (man siger "kan'ta" i stedet for "kan'tar"), og de gamle kendeord "lo, los" bruges i stedet for "el, els" (lo xic, los hòmens).
- Castellonisk: tales i et område omkring byen Castellón de la Plana. Det lettest genkendelige træk er brugen af "e" i stedet for standard "a" (man siger f.eks.: als matins ell cante en la dutxa i stedet for ell canta =han synger i badet om morgenen).
- Central eller apitxat tales i Valencia by og dens nærmeste omegn. Dialekten betragtes ikke som standard i valenciansk TV eller radio. Apitxat har to kendemærker:
  - Alle stemte sibillanter bliver ustemte (dvs. at apitxat udtaler ['tʃove] ['kasa] (ung mand, hus), hvor man på andre valencianske dialekter ville sige ['dʒove], ['kaza])
  - Det bevarer den stærkt bøjede fortid, som ellers er blevet erstattet med en konstruktion med VADERE + navnemåde i de øvrige, moderne varianter af valenciansk. Man siger f.eks. "ahir aní a passejar" i stedet for "ahir vaig anar a passejar" (= i går gik jeg en tur).
- Sydlig valenciansk: tales i områderne mellem provinsen Valencia og provinsen Alicante. Hovedkendetegnet er vokalharmoni: den sidste stavelse i et tostavelsesord overtager et forudgående åbent E eller O, når den sidste vokal skulle have været A. F.eks. bliver "terra" til /tɐrɐ/ (jord), "porta" bliver til /pɔɾtɔ/ (dør), mens "dona" bliver til /dɔnɔ/(kvinde).
- Alacantí: tales i størstedelen af provinsen Alicante, og i området Carxe i provinsen Murcia. Dialekten har mange fællestræk med østcatalansk.

### Dansk ord fra valenciansk
- Barak (fra barraca) om bestemte bygningstyper.

## Politiske problemer
Hovedteorien er, at det catalanske sprog kom til området, som senere blev Kongeriget Valencia under Reconquista. Mens Castilien rykkede sydpå og erobrede Ny Castilien og Andalusien, kom aragonerne og catalanske nybyggere under Aragons krone og erobrede Valencia. De fleste af disse nybyggere kom fra det syd-vestlige catalonien, og stadig i dag minder denne dialekt og valenciansk meget om hinanden. Valenciansk var også modersmål for Borgia familien.
Maria Josep Cuenca, lektor ved de catalanske sprogstudier på Valenciauniversitet, skriver i sin bog El valencià és una llengua diferent? (ISBN 84-8131-452-8), at antallet af folk som identificerer sig med deres autonome samfund hellere end med Spanien faktisk er større i Castilien-La Mancha end i Valencia-området. Der er tydeligvis en kompliceret blanding af følelser om tilhørsforhold på grund af forskellige historiske begivenheder, og resultatet er blevet at det valenciansk-catalanske sprog i Valencia normalt kaldes "Valenciansk" og at det ofte betragtes som et separat sprog, selv om de dialekter som tales i La Franja, Andorra, Alghero, Roussillon og på de Baleariske Øer er mindst lige så forskellige fra Barcelona-dialekten som valenciansk er, og alligevel er der udbredt enighed i disse områder om at deres officielle sprog kaldes catalansk. Officielt besluttes reglerne for det valencianske sprog af Acadèmia Valenciana de la Llengua, som følger det samme regelsæt som resten af det catalanske sprog, som vælges af Institut d'Estudis Catalans.
Hverken valenciansk, catalansk eller noget andet sprog end spansk står nævnt i den spanske grundlov fra 1978. Autonomiloven Arkiveret 6. juli 2007 hos  Wayback Machine definerer egnsdialekten som valencià, et navn som er blevet brugt traditionelt siden det 15. århundrede. Der findes en privat forening kaldet Lo Rat Penat som kæmper for at valenciansk skal blive anerkendt som et separat sprog med en anderledes skrevet norm, og har også støttet forsøg fra minoriteter i de valencianske sektorer (ofte i forbindelse med højreorienterede partier) på at skille det valencianske og catalanske normer fra hinanden. Dog støttes foreningens teorier hverken af universiteterne eller eksperter i romanske sprog.
Faktisk blev debatten om det valencianske sprogs autonomi eller heteronomi startet under den spanske overgang til demokrati i de sene 70'ere og tidlige 80'ere; før da havde emnet aldrig været debatteret.
De seneste politiske kontroverser omkring valenciansk kom da EU's forfatningstraktat skulle godkendes i 2004. Den spanske regering leverede EU oversættelser af traktaten på baskisk, catalansk, galicisk og valenciansk, selvom de catalanske og valencianske versioner var identiske. Men på trods af at den spanske regering forsvarer samlingen af det catalanske sprog, erklærede den at den var lovmæssigt bundet til både at udgive catalanske og valencianske versioner fordi Loven om Den autonome Provins Valencia kalder det regionale sprog "valenciansk", mens lovene i catalonien og på de Baleariske øer kalder deres regionale sprog "catalansk", selvom det i sidstnævntes tilfælde ofte også kaldes "mallorquí", "eivissenc", "formenterer" eller "menorquí".

## Eksterne links
- Officielle dokumenter
  - Acadèmia Valenciana de la Llengua
  - Etnologisk rapport om det valencianske sprog
- Uofficielle organisationer:
  - Real Acadèmia de Cultura Valenciana
  - Sprogsektionen af Real Acadèmia de Cultura Valenciana
  - Llengua Valenciana Si Arkiveret 12. januar 2006 hos  Wayback Machine
- Dokumenter og henvisninger
  - Forskellige teorier om sprogets oprindelse